# Carmelo Amas Méndez
Carmelo Amas Méndez (Zumaia, Guipúscoa, 3 d'agost de 1943), va ser un conegut jugador basc de futbol.

## Trajectòria
Va ser format al juvenil de l'Añorga, fins que la temporada 1961-1962, va fitxar pel filal de la Reial Societat, el Sanse CF. L'any següent va debutar amb el primer equip on hi va romandre tres temporades, totes a Segona divisió. L'agost de 1965 va fitxar pel RCD Espanyol, on hi va estar set temporades, i en el qual va integrar la davantera d'«Els 5 dofins», junt amb Marcial Pina, Cayetano Re, Rodilla i José María.
L'any 1972, en acabar el seu contracte amb l'Espanyol va fitxar pel seu club d'origen, la Reial Societat, on s'hi va estar 4 temporades més.